# Seznam nizozemských fotografek
Toto je seznam nizozemských fotografek, které se v Nizozemsku narodily nebo jejichž díla jsou s touto zemí úzce spjata.

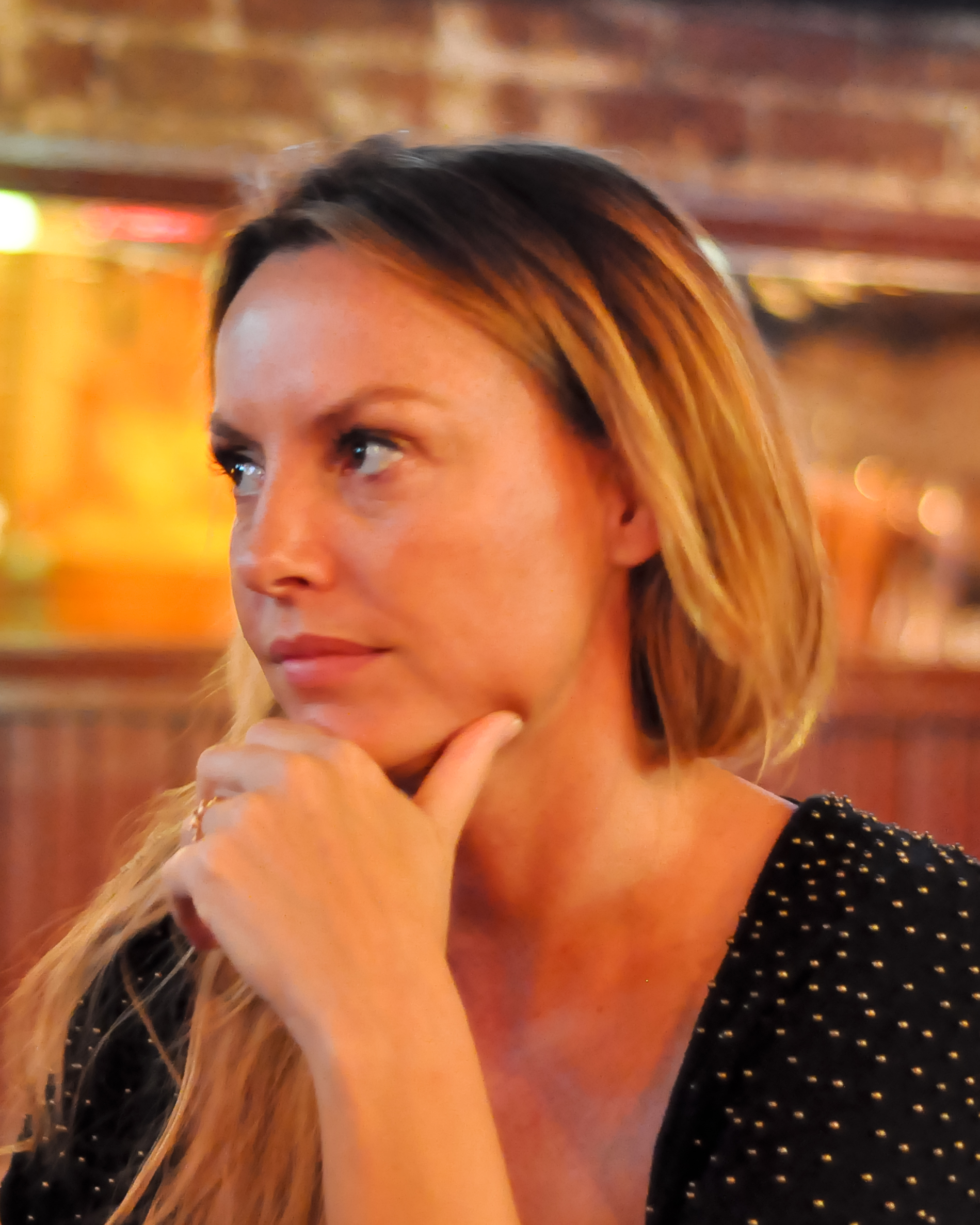
Micky Hoogendijk (* 1970), modelka, herečka a fotografka

## A
- Emmy Andriesse (1914 – 1953), známá svými tajnými fotografiemi Nizozemska pod nacistickou vládou
- Maria Austria (1915–1975), divadelní a dokumentární fotografka

## B
- Katharina Eleonore Behrend (1888–1973), nizozemská amatérská fotografka německého původu, široká škála žánrů včetně autoportrétu aktu
- Eva Besnyö (1910–2002), holandsko-maďarská fotografka působící v nizozemském hnutí „Nová fotografie“
- Ania Bien (* 1946), viz seznam amerických fotografek
- Lucie Blachet (1828–1907), raná fotografka
- Sacha de Boerová (* 1967), portrétní a dokumentární fotografka, televizní moderátorka a novinářka
- Melanie Bonajo (* 1978) (aktivní od roku 2007), současná umělkyně, fotografka
- Marrie Bot (* 1946), poutě, mentálně postižení, multikulturní pohřební a smuteční rituály

## C
- Violette Cornelius (1919–1997), umělkyně, fotografka a odbojářka během druhé světové války

## D
- Rineke Dijkstra (* 1959), portréty dospívajících
- Desiree Dolron (* 1963), dokumentární, zátiší, portrétní a architektonická fotografka

## E
- Angèle Etoundi Essamba (* 1962), kamerunská fotografka se sídlem v Amsterdamu

## G
- Margi Geerlinksová (* 1970), fotografka, snímky digitálně upravuje
- Sophia Goudstikker (1865–1924), holandsko-německá feministka a fotografka

## H
- Jacqueline Hassink (1966-2018), vizuální umělkyně, známá svými projekty Table of Power týkajícími se světové ekonomiky; také vedla přednášky o fotografii
- Maria Hille (1827–1893), první profesionální fotografka v Nizozemsku
- Micky Hoogendijk (* 1970), modelka, herečka a fotografka

## I
- Corine Ingelse (1859–1950) profesionální fotografka, která pořizovala hlavně portréty

## K

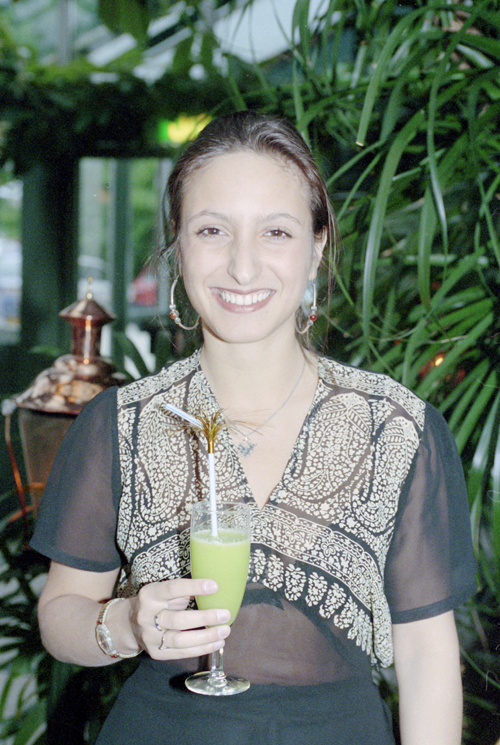
Sabine Koning, herečka, producentka a fotografka

- Ata Kandó (1913-2017), proslavila se fantastickými fotografiemi Dream in the Wood, fotografiemi maďarských uprchlíků a původními snímky z Amazonie
- Sabine Koning (* 1973), herečka, producentka a fotografka
- Anouk Kruithof (* 1981), její díla spojují sociální, koncepční, fotografické performance a video
- Emma Kirchner (1830–1909), původem německá fotografka aktivní v Delftu

## L
- Ine Lamers (* 1954), umělecká fotografka, videoinstalace
- Inez van Lamsweerde (* 1963), módní fotografka
- Anna Clasina Leijer (?)
- Dana Lixenberg (* 1964), portrétní fotografka

## M
- Awoiska van der Molen (* 1972)
- Bertien van Manenová (1942–2024), dokumentární fotografka
- Hellen van Meene (* 1972), portrétní fotografka
- Maria Antonia Merkelbach (1904–1985), profesionální fotografka v Amsterdamu
- Awoiska van der Molen (* 1972), černobílá fotografie krajiny

## P
- Carla van de Puttelaar (* 1967), umělecká fotografka
- Charlotte Pothuis (1867-1945), spolumajitelka společnosti Dames Sluijter & Boom v Amsterdamu

## S
- Viviane Sassen (* 1972), umělecká a módní fotografka
- Renée Scheltema (* 1951), dokumentaristka, fotografka
- Margriet Smulders (* 1955), fotografka květin
- Ellen Spijkstra (* 1957), fotografka přírody
- Annemarie Spilker (* 1980), autoportréty, krajiny

## T

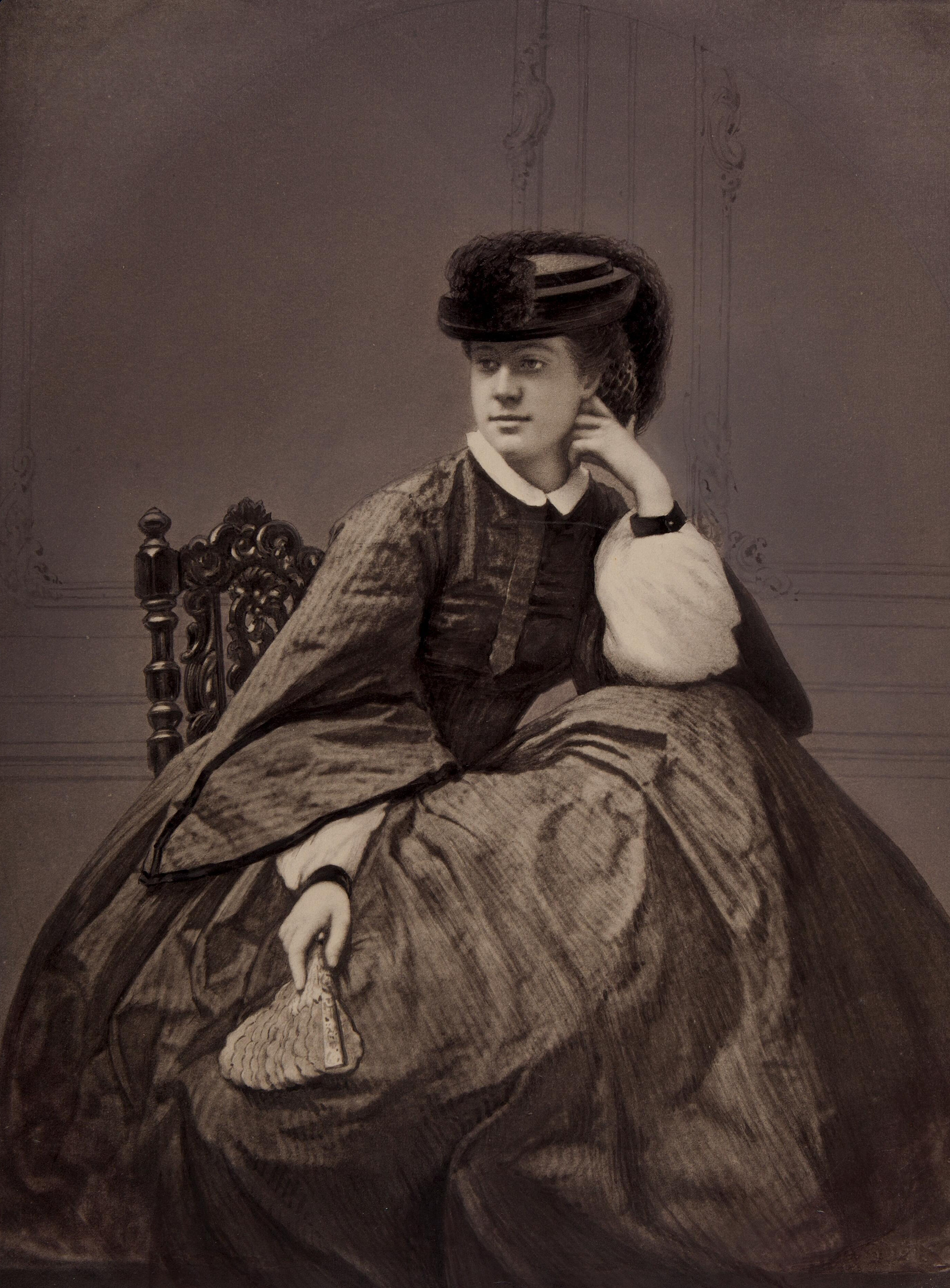
Alexandrine Tinne

- Alexandrine Tinne (1835–1869), první fotografka v Nizozemsku, pořizovala velkoformátové snímky v Haagu

## V
- Monique Velzeboerová (* 1969), fotografka a rychlobruslařka; fotografuje nejpůsobivější místa v Mexiku, Indii, Rwandě, Bangladéši a Nepálu, prodává fotografie, kalendáře, pohlednice a výtěžek věnuje dětem s postižením v rozvojových zemích

## W
- Marijke van Warmerdam (* 1959), fotografka, autorka instalací
- Thilly Weissenborn (1889–1964), známá jako první profesionální fotografka v Nizozemské východní Indii
- Ans Westra (* 1936–2023), novozélandská dokumentaristka původem z Nizozemska, portréty Maorů, viz seznam novozélandských fotografek
- Annemie Wolff (1906–1994), německo-nizozemská fotografka, fotografovala v roce 1943 židovské děti a dospělé

## Z
- Flore Zoé (* 1975), umělecká a módní fotografka